# Cal Xesco
Cal Xesco és un edifici del municipi de l'Albagés (Garrigues) que forma part de l'Inventari del Patrimoni Arquitectònic de Catalunya.

## Descripció
És un habitatge amb façana de pedra datada el 1868. Està construït en lleuger desnivell,seguint la línia del carrer. Està estructurat en planta baixa i tres pisos superiors. Té una única entrada allindanada, amb la porta de fusta, de gust modernista i amb decoracions florals. Al segon pis hi ha dos balcons amb barana de ferro forjat. Al segon pis hi ha un balcó corregut amb dues obertures que en algun moment es van cegar i que durant la dècada dels vuitanta del segle XX es reobriren. Al tercer pis hi ha quatre finestres que donen a les golfes. També hi ha petites rajoles amb l'anagrama de Poblet. Actualment està restaurada i ha millorat notablement el seu aspecte extern.

## Història
L'actual propietari és el senyor Rogeli Sero Mateu, tot i que temps abans n'havia estat el senyor Miquel Rey Cuadrat, que també posseïa el castell de la vil·la. Segons es diu, aquest senyor va treure certa quantitat de pedra de la part superior de les torres del castell per a fer part de la façana de la seva casa particular, Cal Xesco. De fet, aquesta casa llueix entre els balcons del segon pis, unes rajoles amb un escut semblant als que encara hi ha al castell, referent a Poblet.